# Hobart International
L'Hobart International è un torneo femminile di tennis che si disputa a Hobart, in Australia. Fin dal 1994 fa parte del WTA Tour, dal 2023 è classificato come WTA 250, precedentemente faceva parte della categoria International ed ancora prima nella categoria Tier IV/V. Si gioca sul cemento ed è considerato un torneo di preparazione per l'Australian Open.
La competizione si gioca nel Hobart International Tennis Centre. È attualmente sponsorizzato da Moorilla Wines da cui prende il nome. In passato era sponsorizzato dalla Australia and New Zealand Banking Group (ANZ). Le edizioni del 2021 e 2022 non vengono disputate a causa della pandemia di COVID-19.

## Albo d'oro

### Singolare
| Anno      | Categoria                             | Campionessa                           | Finalista                             | Punteggio                             |
| --------- | ------------------------------------- | ------------------------------------- | ------------------------------------- | ------------------------------------- |
| 1994      | Tier IV                               | Mana Endō                             | Rachel McQuillan                      | 6–1, 6(1)–7, 6–4                      |
| 1995      | Tier IV                               | Leila Meskhi                          | Fang Li                               | 6–2, 6–3                              |
| 1996      | Tier IV                               | Julie Halard-Decugis                  | Mana Endō                             | 6–1, 6–2                              |
| 1997      | Tier IV                               | Dominique van Roost                   | Marianne Werdel Witmeyer              | 6–3, 6–3                              |
| 1998      | Tier IV                               | Patty Schnyder                        | Dominique van Roost                   | 6–3, 6–2                              |
| 1999      | Tier IV                               | Chanda Rubin                          | Rita Grande                           | 6–2, 6–3                              |
| 2000      | Tier IV                               | Kim Clijsters                         | Chanda Rubin                          | 2–6, 6–2, 6–2                         |
| 2001      | Tier V                                | Rita Grande                           | Jennifer Hopkins                      | 0–6, 6–3, 6–3                         |
| 2002      | Tier V                                | Martina Suchá                         | Anabel Medina Garrigues               | 7–6(7), 6–1                           |
| 2003      | Tier V                                | Alicia Molik                          | Amy Frazier                           | 6–2, 4–6, 6–4                         |
| 2004      | Tier V                                | Amy Frazier                           | Shinobu Asagoe                        | 6–3, 6–3                              |
| 2005      | Tier V                                | Zheng Jie                             | Gisela Dulko                          | 6–2, 6–0                              |
| 2006      | Tier IV                               | Michaëlla Krajicek                    | Iveta Benešová                        | 6–2, 6–1                              |
| 2007      | Tier IV                               | Anna Čakvetadze                       | Vasilisa Bardina                      | 6–3, 7–6(3)                           |
| 2008      | Tier IV                               | Eléni Daniilídou                      | Vera Zvonarëva                        | w/o                                   |
| 2009      | International                         | Petra Kvitová                         | Iveta Benešová                        | 7–5, 6–1                              |
| 2010      | International                         | Al'ona Bondarenko                     | Shahar Peer                           | 6–2, 6–4                              |
| 2011      | International                         | Jarmila Groth                         | Bethanie Mattek-Sands                 | 6–4, 6–3                              |
| 2012      | International                         | Mona Barthel                          | Yanina Wickmayer                      | 6–1, 6–2                              |
| 2013      | International                         | Elena Vesnina                         | Mona Barthel                          | 6–3, 6–4                              |
| 2014      | International                         | Garbiñe Muguruza                      | Klára Zakopalová                      | 6–4, 6–0                              |
| 2015      | International                         | Heather Watson                        | Madison Brengle                       | 6–3, 6–4                              |
| 2016      | International                         | Alizé Cornet                          | Eugenie Bouchard                      | 6–1, 6–2                              |
| 2017      | International                         | Elise Mertens (1)                     | Monica Niculescu                      | 6–3, 6–1                              |
| 2018      | International                         | Elise Mertens (2)                     | Mihaela Buzărnescu                    | 6–1, 4–6, 6–3                         |
| 2019      | International                         | Sofia Kenin                           | Anna Karolína Schmiedlová             | 6–3, 6–0                              |
| 2020      | International                         | Elena Rybakina                        | Zhang Shuai                           | 7–6(7), 6–3                           |
| 2021-2022 | Annullato per pandemia di Coronavirus | Annullato per pandemia di Coronavirus | Annullato per pandemia di Coronavirus | Annullato per pandemia di Coronavirus |
| 2023      | WTA 250                               | Lauren Davis                          | Elisabetta Cocciaretto                | 7–6(0), 6–2                           |
| 2024      | WTA 250                               | Emma Navarro                          | Elise Mertens                         | 6–1, 4–6, 7–5                         |
| 2025      | WTA 250                               | McCartney Kessler                     | Elise Mertens                         | 6-4, 3-6, 6-0                         |

### Doppio
| Anno       | Categoria                             | Campionesse                                        | Finalista                                      | Punteggio                             |
| ---------- | ------------------------------------- | -------------------------------------------------- | ---------------------------------------------- | ------------------------------------- |
| 1994       | Tier IV                               | Linda Wild Chanda Rubin                            | Jenny Byrne Rachel McQuillan                   | 7–5, 4–6, 7–6(1)                      |
| 1995       | Tier IV                               | Kyōko Nagatsuka (1) Ai Sugiyama                    | Manon Bollegraf Larisa Neiland                 | 2–6, 6–4, 6–2                         |
| 1996       | Tier IV                               | Yayuk Basuki Kyōko Nagatsuka (2)                   | Kerry-Anne Guse Park Sung-hee                  | 7–6(7), 6–3                           |
| 1997       | Tier IV                               | Naoko Kijimuta Nana Miyagi                         | Barbara Rittner Dominique Monami               | 6–3, 6–1                              |
| 1998       | Tier IV                               | Virginia Ruano Pascual (1) Paola Suárez            | Julie Halard-Decugis Janette Husárová          | 7–6(6), 6–3                           |
| 1999       | Tier IV                               | Mariaan de Swardt Olena Tatarkova                  | Alexia Dechaume Émilie Loit                    | 6–2, 6–2                              |
| 2000       | Tier IV                               | Rita Grande (1) Émilie Loit (1)                    | Kim Clijsters Alicia Molik                     | 6–2, 2–6, 6–3                         |
| 2001       | Tier V                                | Cara Black (1) Elena Lichovceva (1)                | Ruxandra Dragomir Virginia Ruano Pascual       | 6–4, 6–1                              |
| 2002       | Tier V                                | Tathiana Garbin Rita Grande (2)                    | Catherine Barclay-Reitz Christina Wheeler      | 6–2, 7–6(3)                           |
| 2003       | Tier V                                | Cara Black (2) Elena Lichovceva (2)                | Barbara Schett Patricia Wartusch               | 7–5, 7–6(1)                           |
| 2004       | Tier V                                | Shinobu Asagoe Seiko Okamoto                       | Els Callens Barbara Schett                     | 2–6, 6–4, 6–3                         |
| 2005       | Tier V                                | Yan Zi Zheng Jie                                   | Anabel Medina Garrigues Dinara Safina          | 6–4, 7–5                              |
| 2006       | Tier IV                               | Émilie Loit (2) Nicole Pratt                       | Jill Craybas Jelena Kostanić Tošić             | 6–2, 6–1                              |
| 2007       | Tier IV                               | Elena Lichovceva (3) Elena Vesnina                 | Anabel Medina Garrigues Virginia Ruano Pascual | 2–6, 6–1, 6–2                         |
| 2008       | Tier IV                               | Anabel Medina Garrigues Virginia Ruano Pascual (2) | Eléni Daniilídou Jasmin Wöhr                   | 6–2, 6–4                              |
| 2009       | International                         | Gisela Dulko Flavia Pennetta                       | Al'ona Bondarenko Kateryna Bondarenko          | 6–2, 7–6(4)                           |
| 2010       | International                         | Chuang Chia-jung Květa Peschke                     | Chan Yung-jan Monica Niculescu                 | 3–6, 6–3, [10–7]                      |
| 2011       | International                         | Sara Errani Roberta Vinci                          | Kateryna Bondarenko Līga Dekmeijere            | 6–3, 7–5                              |
| 2012       | International                         | Irina-Camelia Begu Monica Niculescu (1)            | Chuang Chia-jung Marina Eraković               | 6(4)–7, 7–6(4), [10–5]                |
| 2013       | International                         | Garbiñe Muguruza María Teresa Torró Flor           | Tímea Babos Mandy Minella                      | 6–3, 7–6(5)                           |
| 2014       | International                         | Monica Niculescu (2) Klára Zakopalová              | Lisa Raymond Zhang Shuai                       | 6–2, 6(5)–7, [10–8]                   |
| 2015       | International                         | Kiki Bertens Johanna Larsson                       | Vitalija D'jačenko Monica Niculescu            | 7–5, 6–3                              |
| 2016       | International                         | Han Xinyun Christina McHale                        | Kimberly Birrell Jarmila Wolfe                 | 6–3, 6–0                              |
| 2017       | International                         | Raluca Olaru Ol'ha Savčuk                          | Gabriela Dabrowski Yang Zhaoxuan               | 0–6, 6–4, [10–5]                      |
| 2018       | International                         | Elise Mertens Demi Schuurs                         | Ljudmyla Kičenok Makoto Ninomiya               | 6–2, 6–2                              |
| 2019       | International                         | Chan Hao-ching (1) Latisha Chan                    | Kirsten Flipkens Johanna Larsson               | 6–3, 3–6, [10–6]                      |
| 2020       | International                         | Nadiia Kičenok Sania Mirza                         | Peng Shuai Zhang Shuai                         | 6–4, 6–4                              |
| 2021- 2022 | Annullato per pandemia di Coronavirus | Annullato per pandemia di Coronavirus              | Annullato per pandemia di Coronavirus          | Annullato per pandemia di Coronavirus |
| 2023       | WTA 250                               | Kirsten Flipkens Laura Siegemund                   | Viktorija Golubic Panna Udvardy                | 6–4, 7–5                              |
| 2024       | WTA 250                               | Chan Hao-ching (2) Giuliana Olmos                  | Guo Hanyu Jiang Xinyu                          | 6–3, 6–3                              |
| 2025       | WTA 250                               | Jiang Xinyu Wu Fang-hsien                          | Monica Niculescu Fanny Stollár                 | 6-1, 7-6(6)                           |